# Parafia Ewangelicko-Augsburska w Częstochowie
Parafia Ewangelicko-Augsburska w Częstochowie – parafia Kościoła Ewangelicko-Augsburskiego, w diecezji katowickiej. Siedziba parafii znajduje się w Częstochowie. Ma dwa filiały: w Piasku i w Lublińcu.
Kościołem parafialnym jest kościół Wniebowstąpienia Pańskiego w Częstochowie, który mieści się przy skrzyżowaniu ulicy Śląskiej z ul. Kopernika. Proboszczem administratorem parafii jest ks. Adam Glajcar.
Nabożeństwa odbywają się w każdą niedzielę i święta o godzinie 10.30, a w święta niebędące dniami ustawowo wolnymi od pracy, o godzinie 17.30, od wiosny do jesieni w kościele, a zimą w kaplicy w budynku parafialnym.

## Historia
Pierwsze wzmianki o ewangelikach w okolicach Częstochowy pochodzą z końca XVIII wieku. W 1802 roku w Czarnym Lesie powstała kolonia ewangelickich osadników z Niemiec o nazwie Hilsbach, w 1848 roku powstał tam filiał parafii w Wieluniu. W 1852 roku filiał przeniesiono do Częstochowy. Ponadto ewangelicy mieszkali na terenie dawnego województwa częstochowskiego w miejscowościach Węglowice (kol. Kuhlhausen), Puszczew (kol. Heilmannswalde), Molna, Natolin, Lindów, Panki, Kamienica Polska, Huta Stara.
22 czerwca 1905 roku w Częstochowie utworzono samodzielną parafię, której administratorem został ks. Jan Buse. 23 lipca 1912 roku wybrano pierwszego proboszcza parafii, ks. Leopolda Wojaka, a 8 grudnia następnego roku dokonano poświęcenia nowego kościoła. Kościół przetrwał obie wojny światowe. Po powstaniu warszawskim na plebanii kościoła przebywali liczni duchowni i świeccy działacze kościelni, tam też ukonstytuowały się powojenne tymczasowe władze Kościoła Ewangelicko-Augsburskiego.
Cmentarz parafii znajduje się przy ulicy św. Rocha. Został uroczyście otwarty 8 lipca 1860 roku.

## Galeria

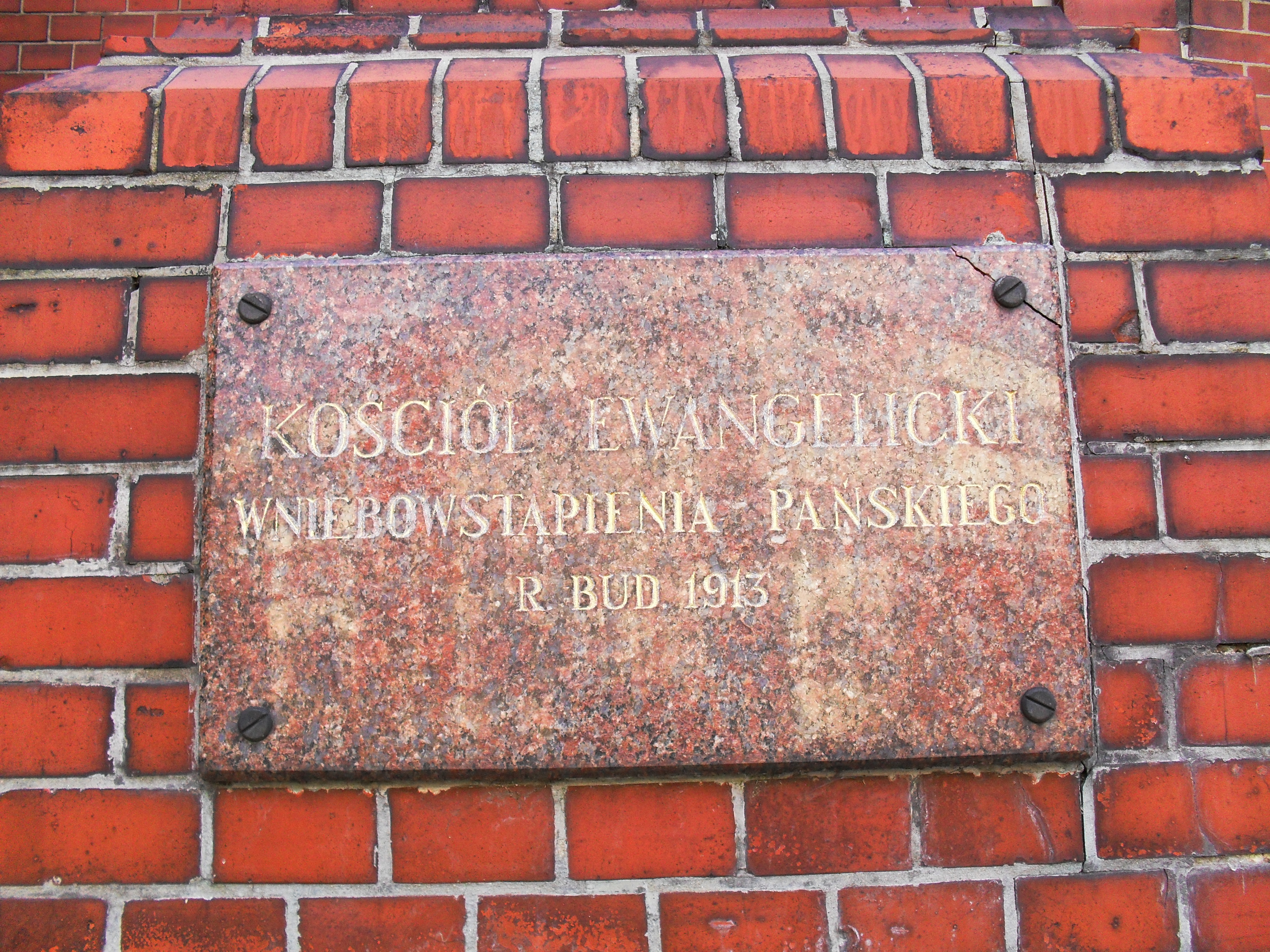
Kamień wmurowany w kościół
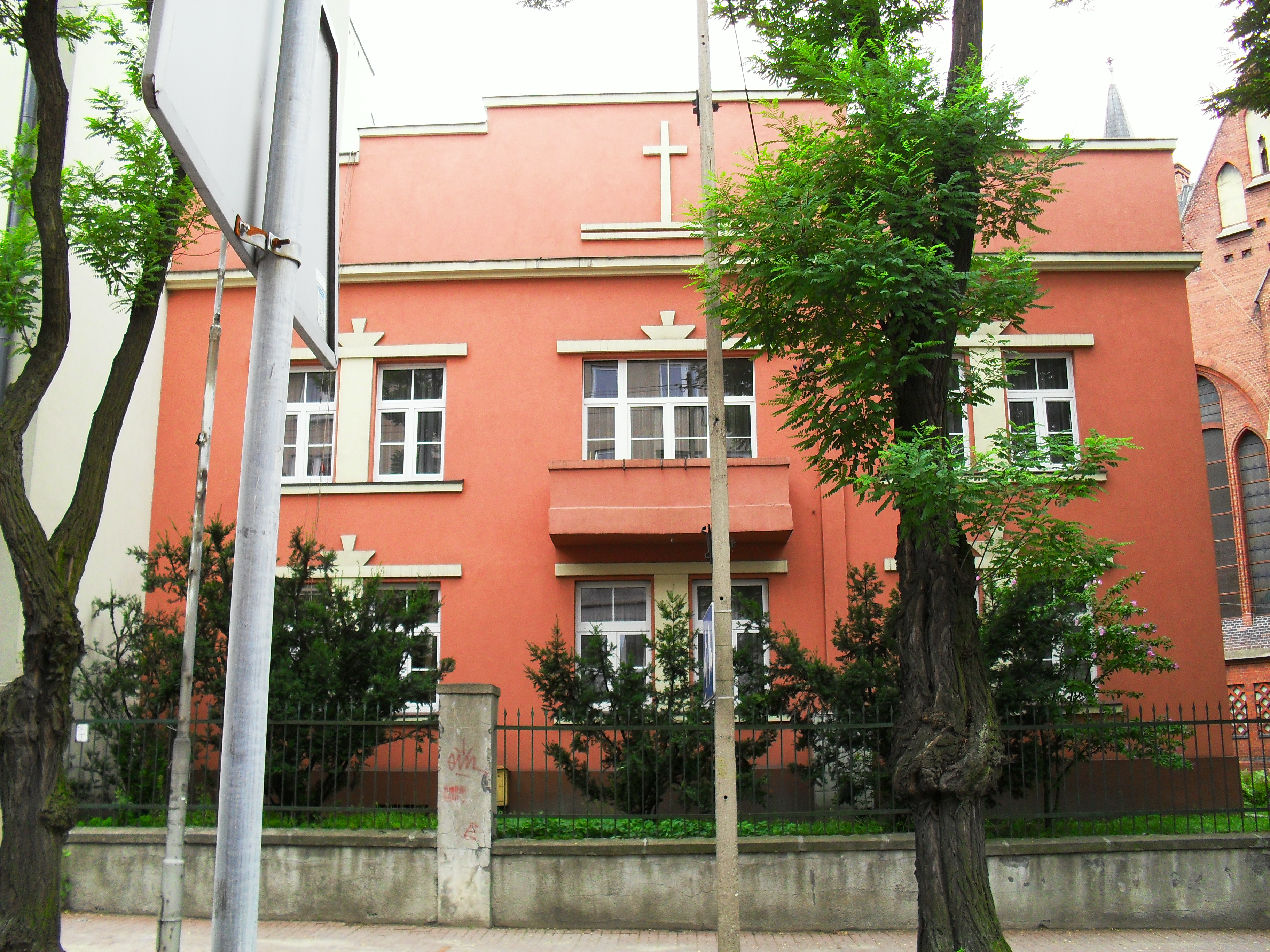
Dom parafialny – widok od ulicy Śląskiej
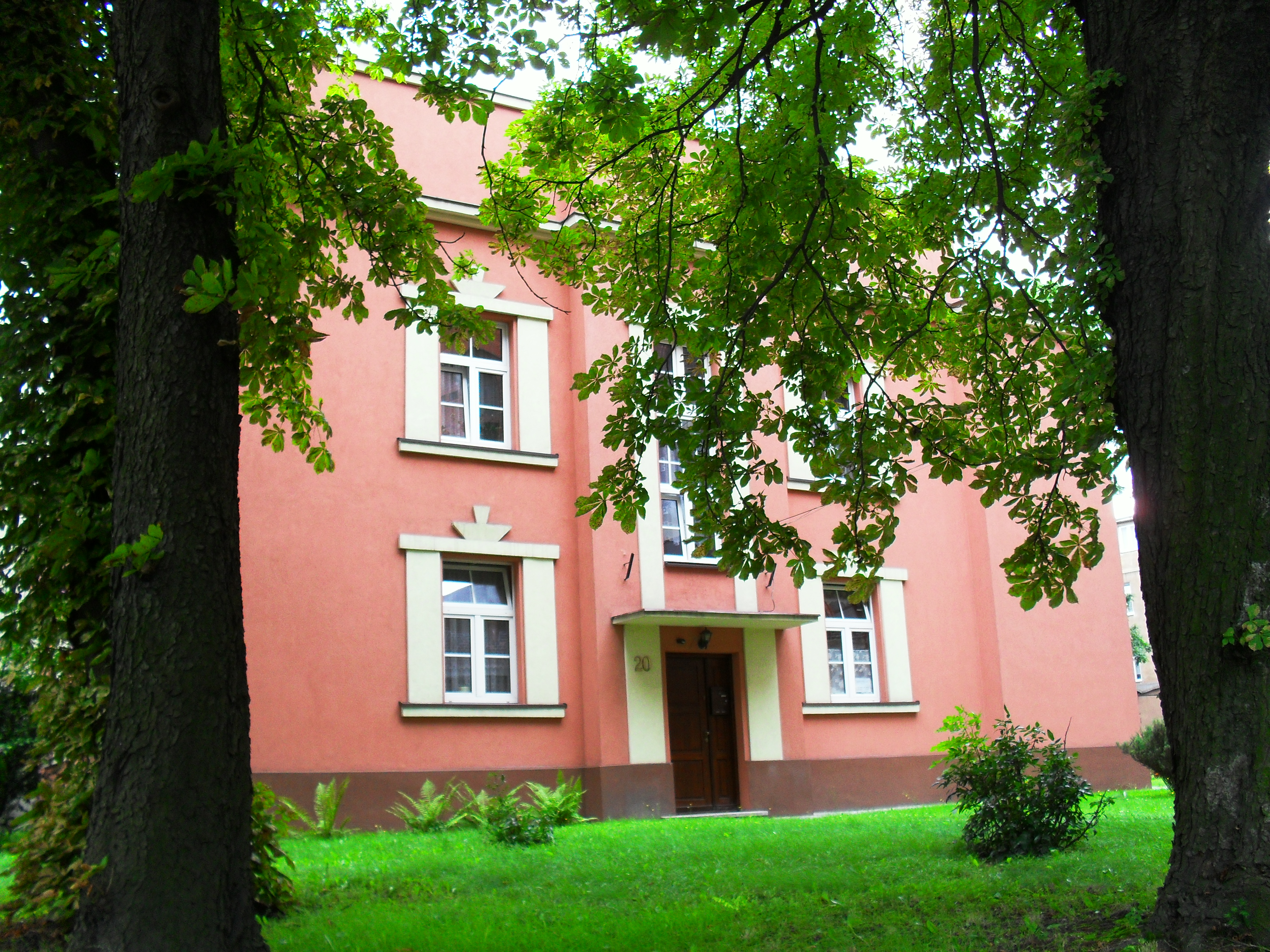
Dom parafialny – widok od strony kościoła
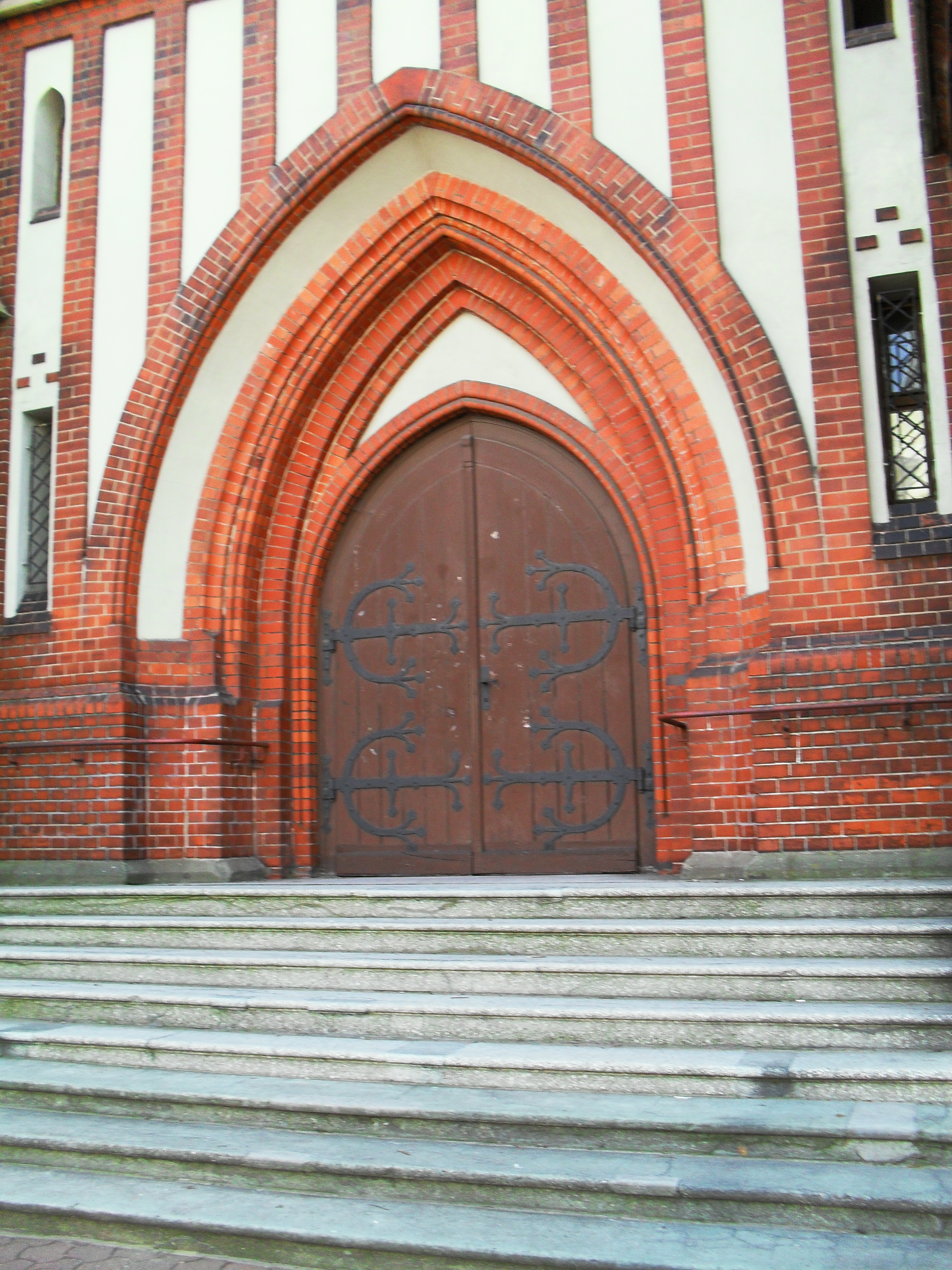
Drzwi wejściowe do świątyni